# 沃斯克雷森卡 (伊萬尼夫卡市鎮)
46°35′44″N 34°33′21″E / 46.59556°N 34.55583°E
沃斯克雷森卡（烏克蘭語：Воскресенка）是位於烏克蘭南部的村莊，由赫爾松州海尼切斯克區的伊萬尼夫卡市鎮負責管轄。該村面積65.2平方公里，海拔高度35米，2001年人口954，人口密度每平方公里14.6人。